# Marinula xanthostoma
Marinula xanthostoma är en snäckart som beskrevs av H. och Arthur Adams 1855. Marinula xanthostoma ingår i släktet Marinula och familjen dvärgsnäckor. Inga underarter finns listade i Catalogue of Life.